# Stylurus olivaceus
Stylurus olivaceus är en trollsländeart som först beskrevs av Selys 1873.  Stylurus olivaceus ingår i släktet Stylurus och familjen flodtrollsländor. Inga underarter finns listade i Catalogue of Life.